# Linea Yizhuang T1
La linea Yizhuang T1 (in cinese 亦庄有轨电车T1线S, Yìzhuāng yǒuguǐ diànchē T yī xiànP) è una linea di metrotranvia a servizio della città di Pechino, afferente al sistema della metropolitana di Pechino.
Inaugurata il 31 dicembre 2020, e gestita dalla Beijing Yizhuang Public Transit Tramway, la linea è composta da 15 stazioni, delle quali 14 in uso. La linea si snoda lungo un percorso da sud a nord di circa 13 km, dalla stazione di Quzhuang fino alla stazione di Dinghaiyuan, collegando i distretti di Daxing e Tongzhou. Per effettuare l'intera tratta sono necessari 28 minuti, ad una velocità massima di 70 km/h. La linea è rappresentata dal colore rosso persiano, lo stesso utilizzato per indicare la linea Xijiao, l'altra linea di tram a servizio della città di Pechino.

## Storia
Il 24 agosto 2016 il Comitato di gestione dello sviluppo economico e della tecnologia di Pechino ha approvato la proposta recepita dal progetto di realizzazione di una "linea di tram moderno nella moderna città moderna di Yizhuang". Il 31 ottobre la proposta è entrata nella sua fase realizzativa. I lavori di costruzione della linea Yizhuang T1 sono iniziati ufficialmente il 9 maggio 2017. Il 17 maggio 2019 ha avuto inizio la posa dei binari, operazione ultimata il 9 novembre dello stesso anno.
I lavori di realizzazione sono stati ultimati il 26 novembre 2019 e l'8 maggio 2020 è stata avviata la fase di pre esercizio, durata tre mesi.
| Segmento               | Inaugurazione    | Lunghezza | Stazione/i | Nome            |
| ---------------------- | ---------------- | --------- | ---------- | --------------- |
| Dinghaiyuan — Quzhuang | 31 dicembre 2020 | 11,9 km   | 14         | Fase iniziale   |
| Quzhuang — Laoguanli   | fine 2030        | 1,35 km   | 1          | Estensione nord |

## Servizio e tariffazione
La linea Yizhuang T1 garantisce corse tutti i giorni dalle 6:00 alle 22:00, dalla stazione di Quzhuang fino a Dinghaiyuan. La frequenza tra una corsa e l'altra si attesta intorno ai 12 minuti.
A differenza delle altre linee di tram cinesi, la linea Xijiao adotta le tariffe della metropolitana di Pechino. Il prezzo di un biglietto per una singola corsa parte da ¥3 (circa €0,40), per un massimo di ¥4 (circa €0,50) per l'intera tratta. I passeggeri possono acquistare i biglietti dai distributori automatici nelle varie stazioni della linea oppure possono utilizzare la carta dei trasporti Yikatong o l'applicazione Yitongxing dalla quale scansionare il QR code.
Alla stazione di Rongchang Dongjie i passeggeri possono usufruire dell'interscambio con la linea Yizhuang della metropolitana ma dovranno necessariamente pagare un biglietto separato per utilizzare il servizio.

## Percorso e stazioni

### Percorso
| Unknown route-map component "uexKBHFa" |

| Urban head station, unused through track |

| Urban station on track |

| Urban station on track |

| Transverse water | Unknown route-map component "uhKRZWae" | Transverse water |

| Urban station on track |

| Urban station on track |

| Urban station on track |

| Urban station on track |

| Urban station on track |

| Transverse water | Unknown route-map component "uhKRZWae" | Transverse water |

| Urban station on track |

|  | Urban station on track + Unknown route-map component "HUB2" | Unknown route-map component "HUBc3" |

| Unknown route-map component "uhCONTgq" | Unknown route-map component "uhSTRq" | Unknown route-map component "uKRZh" + Unknown route-map component "HUBc1" | Unknown route-map component "uhBHFq" + Unknown route-map component "HUB4" | Unknown route-map component "uhCONTfq" |

| Urban station on track |

| Urban station on track |

| Urban station on track |

| Urban station on track |

### Stazioni
|                                         | Nome stazione                          | Nome in cinese, pinyin | Percorrenza (ore) | Distanza (km) | Interscambi |
| --------------------------------------- | -------------------------------------- | ---------------------- | ----------------- | ------------- | ----------- |
| Laoguanli (Apertura prevista fine 2030) | 老观里 Lǎoguānlǐ                       |                        | 0:00              |               |             |
| Quzhuang                                | 屈庄 Qūzhuāng                          | 0:00                   | 1,35              |               |             |
| Rongxingjie                             | 融兴街 Róngxìngjiē                     | 0:05                   | 2,15              |               |             |
| Ruihezhuang                             | 瑞合庄 Ruìhézhuāng                     | 0:07                   | 2,95              |               |             |
| Taiheqiaobei                            | 太和桥北 Tàihéqiáo běi                 | 0:09                   | 4,32              |               |             |
| Sihaizhuang                             | 四海庄 Sìhǎizhuāng                     | 0:11                   | 4,96              |               |             |
| Jiuhaocun                               | 九号村 Jiǔhào cūn                      | 0:13                   | 5,95              |               |             |
| Taihelu                                 | 泰河路 Tàihé lù                        | 0:14                   | 6,56              |               |             |
| Lujuandong                              | 鹿圈东 Lùjuān dōng                     | 0:16                   | 7,30              |               |             |
| Yizhuang Tongren                        | 亦庄同仁 Yìzhuāng tóngrèn              | 0:18                   | 8,53              |               |             |
| Rongchang Dongjie                       | 荣昌东街 Róngchāng dōngjiē             | 0:20                   | 9,13              |               |             |
| Centro Congressi E-Chuang               | 亦创会展中心 Yìchuàng huìzhǎn zhōngxīn | 0:21                   | 9,74              |               |             |
| Jinghai Yilu                            | 经海一路 Jīnghǎi yīlù                  | 0:24                   | 11,11             |               |             |
| Dinghaiyuanxi                           | 定海园西 Dìnghǎiyuán xī                | 0:26                   | 12,37             |               |             |
| Dinghaiyuan                             | 定海园 Dìnghǎiyuán                     | 0:28                   | 13,25             |               |             |

## Materiale rotabile
I treni della linea Yizhuang T1 utilizzano un sistema di alimentazione a 750V. I treni sono prodotti dall'industria Beijing Locomotive Co. Ogni treno è formato da 5 vagoni. Ogni treno dispone di 54 posti a sedere e può trasportare un massimo di 380 persone.